# Teoltryk
Teoltryk er et forlag som er hjemhørende ved Det Teologiske Fakultet ved Aarhus Universitet og drives af studerende ved fakultetet. Det udgiver primært specialer og sproglige kommentarer til bibelske tekster. Forlaget er et non-profit foretagende og donerer sit overskud til studenteraktiviteter på Det Teologiske Fakultet.
|  | Denne artikel kan blive bedre, hvis der indsættes geografiske koordinater Denne artikel omhandler et emne, som har en geografisk lokation. Du kan hjælpe ved at indsætte koordinater i wikidata. |